# Ибаньес, Конча
Консепсьон Ибаньес Эскобар (исп. Concha Ibáñez, 26 марта 1926, Канет-де-Мар, Каталония[…] — 22 декабря 2022, Барселона) — испанская художница и писательница. Известна как Конча Ибаньес. Рисовала природу Каталонии, Кастилии, Андалусии, Балеарских и Канарских островов, Венеции, Греции и Магриба, Кубы и Нью-Йорка. Иллюстрировала произведения таких писателей, как Бальтасар Порсель, Микел де Палол, Марта Пессарродона, Сесарео Родригес-Агилера и Хосеп Мария Каранделл. С конца 1960-х годов оставалась «одной из главных фигур в каталонской женской живописи», а её картины «предлагают чистый и умиротворенный взгляд на природу».

## Биография
Вскоре после рождения была увезена родителями в Барселону. Изучала живопись у художника Хосепа Ориола Баке Меркадера, а затем живопись, гравюру и рисунок в школе Ллотья у художника Франсеска Лабарта, часто посещая Cercle Artístic de Sant Lluc.
Впервые художественные работы Кончи Ибаньес была представлены на выставке солидарности в помощь семьям политических заключенных в 1950-х годах. После пребывания в различных итальянских городах, в Париже и Мадриде, в 1960 году она выставлялась индивидуально в Sala Jaimes в Барселоне, а затем в Sala Abril в Мадриде и в различных каталонских галереях в Пальме-де-Майорка, Сан-Себастьяне, Мадриде, Милане, Вене, Брюсселе, Гаване и Ольгине (Куба) и Нью-Йорке. Её работы есть в различных музеях, в том числе в MACBA.
С 1962 по 1969 год выставлялась в Салоне де Майо в Барселоне, а с 1966 по 1969 год и была его членом организационного совета, представляла свои работы в Женском салоне современного искусства в Барселоне. Была удостоена различных наград, в том числе первой премии Ciutat de L’Hospitalet Painting Award (1966); второй премии Diputación de Girona (1967); третьей премии за картину Идальго де Кавьедеса на конкурсе музея Забалета в Хаэне (1973); премии Донарта в области живописи в Барселоне (1995); Премии от Museu de la Marina в Вилассар-де-Мар (1997) в Барселоне. В 1999 году она открыла выставку «Век женщин Средиземноморья», организованную Каталонским женским институтом.
Ибаньес занимала видное место среди наиболее видных каталонских мастеров своего поколения, таких как Эмилия Ксаргай, Мария Ассумпсьо Равентос, Мария Жирона и Бенет или Монтсеррат Гудиол.
Имела собственный художественный стиль. По словам журналиста и критика Хосепа Марии Кадены: «Конча Ибаньес — художник-пейзажист, потому что она хочет понять мир в целом, выразить свое стремление к солидарности. Наблюдайте, чувствуйте и синтезируйте по максимуму, потому что сила красоты открывает пути, ведущие к понятию согласия».
Даниэль Гиралт-Миракле описал картину как «синтез пространства, света, земли, природы и архитектуры в хорошо связанном целом, чувствительном к характеристикам каждого места». Для Бальтасара Порселя «Конча Ибаньес, художник-пейзажист, почти никогда не рисует пейзаж: она использует географические случайности, чтобы усовершенствовать свою личную эстетическую и эмоциональную концепцию».
По словам критика Сесарео Родригеса-Агилеры, «со своей скупостью и уверенностью Конча Ибаньес обрисовывала формы и знаки своими персонажами, она обогатила материал, придала солидность архитектурному смыслу своей картины, она сочетала цвет сдержанно и смело».
Сантос Торроэлья считал, что Ибаньес «практикует прикосновение и геометрию искусства живописи с необычным рвением, с четким различием, которое делает всё в её работах прозрачным и безмятежным, ясным и точным, но в то же время мягким и выполненным с любовью, скорее сладко изнеженным, чем пластически заточенным в своем строгом плену».
Критик Хосе Корредор Матеос считал, что «Конча Ибаньес со временем объединила два процесса, которые кажутся противоречивыми: процесс прогрессивной абстракции и процесс всё большей конкретизации с акцентом на конкретный сюжет действительности».
Словарь Рафолса резюмирует стиль Кончи Ибаньес: «Её работы, посвященные прежде всего пейзажу, состоят из одиночества и тишины, решены с простотой и милой окрашенностью, отражая формы с нюансами очаровательной поэтической чувствительности. То же самое можно сказать и о её гравюрах, в которых тонкая градация серого сочетается с чувством формы, неизменно трезвой и откровенной».
Профессор Мария Луиса Факседас писала: «Пейзажи Ибаньес обходятся без деталей и ищут сущность, которая ведёт к аскетической, геометрической и утонченной живописи. Гармоничные и слегка резкие цвета, но чётко разделённые в зависимости от того места, которое она рисует (землянистые тона в изображениях Вальеса, голубоватые в серии оливковых деревьев в Хаэне, серые в видах вулканического Лансароте…), они вносят свой вклад в равновесие и безмятежность её картин. В Кастилии она отказывается от всех вариантов желтого и охры, пытаясь передать своё восприятие пашни, пейзаж, про который она сама заявила, это то, что ей больше всего нравится в природе».
Конча Ибаньес умерла в Барселоне на 94-м году жизни